# Rio Făgimac
O Rio Făgimac é um rio da Romênia, afluente do Şurgani, localizado no distrito de Timiş.